# 小池裕太
小池裕太（日语：／ Koike Yuta，1996年11月6日—），日本足球運動員，司職後衛，現效力日職球隊橫濱水手。

## 俱樂部生涯
小池裕太出自新潟天鹅的青训，不过他并没有通过青训直接成为职业球员，而是选择上了大学。2015年他进入日本足球名校流通经济大学学习，大学二年级时他被鹿岛鹿角关注，成为了俱乐部的特别指定球员，从而加盟了日职联赛。不过本赛季之前，他只代表鹿岛鹿角在日本联赛杯中出场一次。
同年他又在全日本大学生足球锦标赛中代表流通经济大学打满了每场比赛的每一分钟，最终帮助母校时隔三年再夺锦标。2018年8月21日，比甲的日资俱乐部圣图尔登看中了还是大学生的小池裕太，并邀请他签约加盟。虽然一个赛季下来没有在球队获得出场机会。今年3月，在欧洲没有机会的小池裕太被圣图尔登租借回了鹿岛鹿角，作为替补后卫补强而引进的小池裕太竟然状态十分出色。
7月6日日职联赛第18轮，排名前列的鹿岛鹿角在主场迎战磐田喜悦，鹿岛鹿角在主场2-0轻取对手，小池裕太打入决定胜局的第二球。这仅仅是他代表鹿岛鹿角出场的第三场联赛，而这粒进球也是他收获的职业生涯首球。
永户胜也和杉冈大晖的到来，导致上赛季租借到鹿岛鹿角的边后卫小池裕太没有位置。新赛季从欧洲重返日本的小池完全转会大阪樱花。

## 國家隊生涯
2017年他作为大学生日本代表，参加了当年在台北举办的世界大学生运动会足球项目的比赛，在全部六场比赛中首发出场四次并在四分之一决赛对阵意大利的比赛中打入一球，最终帮助日本大学生队获得了赛事的男足金牌。

## 外部連結
- 日本職業足球聯賽中的小池裕太 （日語）
- 小池裕太的X（前Twitter）
- 小池裕太的Instagram帳戶